# Sexo y carácter
Sexo y carácter es un libro del filósofo austriaco Otto Weininger. El joven de 23 años lo publicó en mayo de 1903, poco antes de suicidarse. Se considera su obra principal y es uno de los documentos clásicos del Wiener Moderne.

## Aparición
En los años 1980 se encontraron en el archivo de la Academia Austriaca de Ciencias de Viena dos paquetes sellados que Otto Weininger había depositado allí a principios del verano de 1901 y en la primavera de 1902 para proteger la prioridad de sus ideas. Los títulos eran Eros und Psyche. Biologisch-psychologische Studie y Zur Theorie des Lebens (Sobre la Teoría de la Vida). Estas dos obras son las versiones originales del libro Sexo y carácter.
Ya en otoño de 1901, Otto Weininger intentó publicar su obra Eros und Psyche, que presentó a sus profesores Friedrich Jodl y Laurenz Müllner como disertación en 1902. Conoció a Sigmund Freud, pero este no recomendó la obra a ningún editor, como esperaba Weininger. La tesis de Weininger fue aceptada por sus profesores y se convirtió en doctor en filosofía. Después de meses de intenso trabajo, en junio de 1903 la editorial vienesa Braumüller & Co. publicó Geschlecht und Charakter – Eine prinzipielle Untersuchung (Sexo y carácter: una investigación fundamental), que deseaba poner la "relación entre los sexos" bajo una "nueva luz". Este era el texto de la tesis doctoral de Weininger, ampliada en tres capítulos cruciales: "La esencia de la mujer y su significado en el universo", "Judaísmo" y "La mujer y la humanidad", en los que se desarrollan las tendencias de Weininger hacia el antisemitismo, la misoginia y una metafísica incontrolada.
El libro no fue recibido negativamente, pero la sensación que Weininger esperaba y anhelaba no se materializó. Weininger se suicidó en la casa mortuoria de Beethoven en la Schwarzspanierstraße el 3 de octubre de 1903.

## Tema
Weininger reveló en su obra principal, un fuerte rechazo hacia todo lo judío, a pesar de su ascendencia judía, y al mismo tiempo demostró ser un defensor de una actitud hostil hacia las mujeres y el cuerpo. Los valores de la vida superior son tan inaccesibles para las mujeres como el mundo de las ideas. Cuanto más femenina es la mujer, más encarna una lujuria puramente irracional. Sólo a través del hombre la mujer recibe una vida de segunda mano.
Weininger conecta esto con puntos de vista antisemitas: el judío, afirma, es "siempre lascivo y cachondo" debido a su esencia "femenina"; “el comunista nato”; “un casamentero ” por naturaleza y no realmente piadoso, ya que “no puede creer en nada”. Sin embargo, surgió una pequeña esperanza. La inexistencia judía es la “condición previa al ser” y por tanto los judíos tienen que “luchar contra sí mismos, conquistar al judaísmo interiormente” para llegar a ser seres humanos, es decir, hombres. También Jesucristo "era judío, pero sólo para superar completamente el judaísmo en sí mismo". Por lo tanto, "él es el ser humano más grande" que habría vencido su " pecado original especial" -es decir, ser judío- mediante la "negación completa" de su ser. Weininger entiende por "judío" a un varón judío; "la judía" sólo se menciona en un pasaje de su texto.
Weininger conecta explícitamente el judaísmo con la feminidad, el cristianismo con la masculinidad. De esto derivó la ecuación de que "el judío" es una mujer. Dado que tanto las mujeres como los judíos son sólo sexualidad, sólo cuerpo y materia, desprovistos de espíritu, alma o moralidad e incapaces de ascetismo sexual, representaban una amenaza. Según Weininger, la sociedad debe superar los elementos femeninos y orientarse hacia los masculinos. Pide una nueva humanidad construida sobre una nueva masculinidad. Se postula una correspondencia entre masculinidad y orden social. Frases como "El falo es el destino de la mujer" - "El hombre más bajo está todavía infinitamente por encima de la mujer más alta" - "El judío no canta" - "Pero el judío absoluto no tiene alma" - "Toda Fécondité es justa repugnante" - "Viajar es inmoral" se encuentran entre los pilares de su marco conceptual.

Contra el nuevo judaísmo un nuevo cristianismo empuja hacia la luz; la humanidad espera al nuevo fundador de la religión, y la lucha presiona por una decisión como el primer año. La humanidad vuelve a tener la opción entre judaísmo y cristianismo, entre negocios y cultura, entre mujer y hombre, entre especie y personalidad, entre inutilidad y valor, entre vida terrenal y superior, entre la nada y la divinidad. Esos son los dos polos: no existe el tercer Reich.
Weininger en Geschlecht und Charakter

### Hombre y mujer
Weininger dedicó Sexo y carácter a la "solución teórica y práctica" de la "cuestión de las mujeres". Su obra apareció con un reclamo universal de interpretación. La atención se centra en la diferencia de sexo entre hombres y mujeres. Los dos polos entre los que se extiende la visión del mundo de Weininger en su libro se denominan "hombre" y "mujer". El libro se basa en contrastes de sexo. De ahí surge una filosofía dualista que se pone al servicio de una mitología sexual.
Weininger intentó definir al hombre y a la mujer basándose en el supuesto de que existe una proporción de ambos en todos los seres vivos. "Femenino" o "masculino" nunca se presenta en forma pura, sino siempre en una mezcla. Weininger colocó lo masculino en un extremo de la escala. En el concepto de mujer e instinto, por un lado, y de hombre y espíritu, por otro, asignó a "la mujer" una inferioridad psicológica y moral en el otro extremo de la escala. En su capítulo sobre la "naturaleza de la mujer y su significado en el universo", Weininger escribe que el "hombre puro" es "la imagen de Dios, del algo absoluto, la mujer, también la mujer en el hombre, es el símbolo de nada: esa es la importancia de la mujer en el universo, y así hombre y mujer se complementan y condicionan. Describe a las mujeres enumerando sus defectos: las mujeres no tienen ego, ni alma, ni moral, ni pensamientos, no son capaces de orientación espiritual y productividad creativa, "no tienen existencia ni esencia, no son, no son nada" Según Weininger, a las mujeres se les dio existencia "sólo cuando el hombre afirmó su propia sexualidad". Si el hombre niega su sexualidad, lo que Weininger ve como una “cura”, entonces la mujer desaparecerá y con ella el judaísmo, que Weininger equipara con la feminidad. Según Weininger, la masculinidad estable sólo puede lograrse mediante la negación de lo femenino, porque el "miedo más profundo en el hombre" es el "miedo a la mujer", el "miedo al seductor abismo de la nada".

### Teoría de la bisexualidad
En su teoría de la bisexualidad física y mental, Weininger se basa en una larga tradición en la que la androginia se describía como parte de la naturaleza humana. Él mismo te refiere a los mitos indios (ver Ardhanari) y a "El banquete de Platón. en el siglos XIX, las teorías sobre la bisexualidad física y mental estaban muy extendidas y Weininger elaboró una teoría de la bisexualidad. El médico berlinés Wilhelm Fliess, amigo de Sigmund Freud y a través de quien Freud conoció esta idea, también había propuesto la teoría a Weininger, lo que provocó una disputa sobre las prioridades entre los dos científicos.
Weininger supone que todo ser humano tiene disposiciones bisexuales: “Todas las características del sexo masculino pueden detectarse de alguna manera en el sexo femenino, por muy débilmente desarrollado que esté; y de la misma manera los caracteres sexuales de la mujer están todos de alguna manera presentes en el hombre, incluso si están atrasados en su desarrollo. Weininger ve al “hombre ideal” y a la “mujer ideal” como tipos ideales “que no existen en la realidad”. Más bien, hay "innumerables gradaciones" y "formas sexuales intermedias" entre los sexos: "Y así como sólo existen todas las etapas mediadoras posibles entre el hombre perfecto y la mujer perfecta, también existen acercamientos a ambos". En sus observaciones, Weininger se basa en la embriología, que ha demostrado una "indiferenciación sexual de la primera disposición embrionaria de humanos, plantas y animales".
Jacques Le Rider critica el enfoque de Weininger porque sólo cita resultados de investigaciones que respaldan su tesis. Weininger cita, por ejemplo, las publicaciones de Martin Rathke de 1825 y a Aristóteles, además de refranes y dichos. Sin embargo, no menciona los trabajos de investigación de Gregor Mendel sobre el tema de la herencia, ni el descubrimiento de los cromosomas. Le Rider cree: "Los conocimientos en los que se basa su ley de la bisexualidad están en gran medida obsoletos.
Weininger derivó la "ley de la atracción sexual" de su tesis sobre la bisexualidad humana. Existen porcentajes de sexos opuestos en las personas en diversos grados, y de las proporciones de complemento surgen las leyes de la atracción sexual. Cada individuo intenta completar su porcentaje incompleto de "M" o "W". En abstracción, esto significaría que un hombre completo (M) y una mujer completa (W) siempre luchan el uno hacia el otro o buscan su complemento sexual. Entonces, si un hombre está compuesto por 3/4 M y 1/4 W, se sentirá atraído por una mujer compuesta por 1/4 M y 3/4 W, y viceversa.
En lugar de reconocer la posibilidad de liberarse de los roles de género y sus limitaciones, Weininger pide su "superación". Así como el hombre debe eliminar su parte de "W", la mujer también debe hacerlo. El grado de su emancipación depende del grado de su devenir "M". "Sexo y carácter" alcanza su clímax en las fórmulas: "La mujer no tiene ego, la mujer no es nada".
En las últimas anotaciones del diario de Weininger se dice: "El odio a las mujeres no es más que un odio a la propia sexualidad que aún no ha sido superado", lo que ha dado lugar a suposiciones sobre la homosexualidad.

## Feminismo
Weininger utiliza su teoría de la bisexualidad para explicar el feminismo. Opina que "la necesidad de emancipación de una mujer y su capacidad de emanciparse se basa únicamente en la proporción de M que tiene". Según Weininger, "la necesidad de liberación e igualdad con los hombres sólo se encuentra en las mujeres masculinas", mientras que el tipo ideal "W" "no siente necesidad de emancipación". Sin embargo, según Weininger, incluso lo “masculino femenino” no tiene más de 50 % de "M", a la que el femenino debe todo su significado.
Weininger ve el feminismo como el resultado de fases recurrentes de la historia en las que nacieron mujeres "masculinas" y hombres "femeninos". Se pronuncia contra el movimiento feminista, que ha incitado a las mujeres a estudiar, escribir, etc., que ha "inducido el deseo de educarse" y ha puesto de moda los estudios sobre la mujer. Por esta razón exige la abolición del movimiento feminista: "Fuera la formación de partidos, fuera la revolución falsa, fuera todo el movimiento feminista, que crea en tantas personas conflictos antinaturales, artificiales y básicamente mentirosos. Weininger rechaza las exigencias de los defensores de los derechos de las mujeres sobre el derecho de voto activo y pasivo con el argumento de que "los niños, los débiles mentales, los criminales" tampoco tienen voz política y que "las mujeres [pueden] ser mantenidas alejadas de una cosa, dado que se debe temer que sólo pueda resultar perjudicada por la influencia femenina.

## Efecto
Weininger alcanzó una fama controvertida con su libro. El mundo psiquiátrico lo consideraba un trastornado mental, el mundo filosófico dudoso y el mundo literario ingenioso. Con su "investigación de principios" se convirtió en el epítome de un misógino, un enemigo de los judíos y un apóstol de la castidad. Un gran número de lectores se identificaron con sus teorías antifeministas y antisemitas, hasta que en la década de 1930 nuevas ediciones atestiguaron su éxito. En Italia, Weininger u. a. reconocido por Julius Evola y Giorgio de Chirico, y sus reflexiones fueron imitadas por el escritor francés Paul Vogt en su obra Le sexe faible (1908). Oskar Kokoschka dramatizó el guion en su obra de un acto El asesino, la esperanza de las mujeres. Algunas de las ideas de Weininger fueron retomadas por Karl Kraus y August Strindberg e influyeron significativamente en el trabajo de Elias Canetti, Robert Musil, Georg Trakl, Ludwig Wittgenstein, y Giovanni Papini y, por lo tanto, tuvieron un impacto duradero en la historia intelectual austriaca.
Los comentarios de Weininger sobre el judaísmo forman una de las versiones literarias más efectivas de la ideología antijudía en la historia del antisemitismo moderno. En su descripción del "judío" elige categorías de extrema negatividad. Se utilizan estereotipos, tomados de la propaganda antisemita, para etiquetar el "judaísmo" frente al cristianismo. Weininger apela a menudo a los resentimientos antisemitas a través de sus formulaciones. El judaísmo es uno de los factores perturbadores más importantes del orden social. El cristianismo, por otra parte, representa la “negación absoluta” del judaísmo.
Aunque en la Viena de fin de siglo siempre hubo judíos que se alejaron de su religión (este fenómeno también podría documentarse en otras religiones), Sexo y el carácter contenían tendencias antisemitas particularmente fuertes, que también estaban influenciadas por el padre. Weininger vio su época no sólo como "la más judía, sino también la más afeminada de todos los tiempos". Lo llamó "la época del anarquismo más crédulo, la época sin sentido de Estado y de derecho".
En el momento de la publicación del libro, se expresó especialmente un discurso sobre la supuesta feminización y el nerviosismo de los hombres en Austria. Se creía que esta debilidad nerviosa producía hombres afeminados y mujeres masculinas, y sólo a través de acciones particularmente masculinas a nivel nacional (por ejemplo: la guerra) y el nivel privado (por ejemplo: la "conquista" del cuerpo femenino). Los judíos eran percibidos como particularmente nerviosos y feminizados. Según Ernst Hanisch, esta crisis de masculinidad encontró su "expresión más fuerte e influyente" el Sexo y el carácter. Hanisch opina que la obra de Weininger puede "comprenderse como un grito masculino desesperado pidiendo ayuda, como expresión del miedo primario a las mujeres, como una única protesta contra la feminización, en definitiva: como una admisión de debilidad".
Mientras que se necesitaron nueve años para vender los 600 ejemplares de la primera edición de La interpretación de los sueños de Sigmund Freud (publicada en 1900), la segunda edición de Sexo y carácter apareció en noviembre de 1903, un mes después del suicidio de Weininger, y la tercera en enero de 1904. En 1904 se imprimieron tres ediciones más. El libro se convirtió en un éxito de ventas en Alemania y Austria. Entre 1903 y 1912 se publicaron doce del total de 28 ediciones de la obra, todas ellas por Braumüller-Verlag. La editorial Braumüller imprimió sus propios folletos publicitarios con numerosos homenajes, entre ellos el de Karl Kraus, el editor de Fackel, que estuvo al frente de los partidarios de Weininger: "¡Un admirador comparte con entusiasmo los argumentos de su desprecio por las mujeres! Kraus también dedicó un obituario a Weininger, en el que escribió: "Este suicidio se cometió en un ataque de claridad mental [...] Weininger tenía razones, metafísicas y religiosas, al comienzo de una gran carrera para desechar la vida". "
La lista de admiradores es larga e incluyea Arthur Trebitsch, Alfred Kubin, Elías Canetti, Walter Serner y Heimito von Doderer. Georg Simmel, Henri Bergson, Fritz Mauthner, Ernst Mach y Alois Höfler abordaron el pensamiento de Weininger en conferencias y polémicas. La coleccionista de arte y escritora Gertrude Stein leyó la traducción al inglés de Weininger y entregó la obra a muchos de sus amigos, casi como si fuera un manual para sus propios puntos de vista. Ernst Bloch calificó el libro de Weininger como "una única antiutopía de la mujer", el escritor Karl Bleibtreu dijo que la muerte de Weininger fue básicamente un "rechazo desdeñoso de nuestra época" y escribió: "La certeza filosófica de la inmortalidad de cada mónada del alma puede conducir a preferir buscar inmediatamente la tierra desconocida más allá del umbral de la conciencia que insistir en nuestra pequeñez y mezquindad. "
En 1909, Sigmund Freud escribió sobre Sexo y carácter: “El complejo de castración es la raíz inconsciente más profunda del antisemitismo […] La arrogancia hacia las mujeres tampoco tiene raíces inconscientes más fuertes. En un capítulo muy conocido, Weininger [...] trató al judío y a la mujer con la misma hostilidad y los colmó de los mismos insultos. Como neurótico, Weininger estaba completamente bajo el control de complejos infantiles; la relación con el complejo de castración es lo que allí tienen en común el judío y la mujer. En 1930, Theodor Lessing criticó el libro "salvajemente conmovido" de Weininger y su enseñanza en un estudio de caso en su libro Der jüdische Selbsthass, "que no es más que un loco juego natural de extravagancia patológica y arbitrariedad brutal. Me refiero a la cruda y grosera doctrina del judaísmo." Lessing escribe que es la clave del tremendo destino el trágico odio a uno mismo y describe a Weininger como “el Edipo judío y la naturaleza heracliteana en uno”.
El filósofo Ludwig Wittgenstein lo defendió ante George Edward Moore en 1931: "Es cierto, es estrafalario, pero es genial y estrafalario... Su gran error, eso es genial. "
El nacionalsocialismo acabó con el apogeo del libro. Sexo y carácter fue prohibido porque su autor era judío. Una noche, en los largos monólogos en la Cuarteles Generales del Führer en la Guarida del Lobo, Adolf Hitler dijo que su amigo de Múnich, Dietrich Eckart, le había asegurado que sólo había “un judío decente... Otto Weininger, quien se quitó la vida cuando se dio cuenta de que el judío vive de la descomposición de otras nacionalidades. En la Italia fascista, Sesso e Carattere funcionó como una máquina de guerra contra el psicoanálisis "judío-degenerado". En la época del fascismo, Weininger fue leído en la Universidad de Bolonia. Julius Evola utilizó a Weininger en Metafísica del sesso como escudo contra Freud. "Weinger me dejó claras muchas cosas", dijo Benito Mussolini a Emil Ludwig.
Después de ello, el libro de Weininger cayó en el olvido, el redescubrimiento comenzó primero en Italia, en el círculo de la nuova destra, y luego también en Francia. En 1980, la editorial de Múnich Matthes & Seitz publicó una reimpresión de Sexo y carácter, acompañada de numerosas reseñas. Nike Wagner opina que “el tratado sobre la mujer” se ha convertido en un “documento para comprender los miedos y los deseos masculinos, un documento que sugiere la emancipación de los hombres aún más urgentemente que la de las mujeres. Jacques Le Rider escribió en su libro de 1985 Der Fall Otto Weininger. Wurzeln des Antifeminismus und Antisemitismus: "El libro de Weininger aparece como la culminación de un siglo de 'contrailustración', que alcanzó su clímax a principios de siglo en Viena en particular, donde las mujeres se sentían más a merced de opresión por parte de la familia patriarcal que nunca antes [...] y el antisemitismo estaba respaldado por la biología.

## Obras previas y ediciones
- Eros und Psyche. Biologisch-psychologische Studie. Manuscrito depositado en la Academia de Ciencias de Viena el 4 de junio de 1901 para preservar la prioridad, carta sellada núm. 376
- Zur Theorie des Lebens. Manuscrito depositado en la Academia de Ciencias de Viena el 1. Abril de 1902 para preservar la prioridad, carta sellada núm. 390
- Unterschied zwischen Ich-Menschen und Weltmenschen. Extractos de "Zur Theorie des Lebens", con prólogo de Hannelore Rodlauer: Sobre el descubrimiento de manuscritos desconocidos de la época de estudiante de Weininger (en: Weiningers Nacht), Europa Verlag, Viena 1988
- Eros und Psyche. Studien und Briefe 1899–1902. (ed. Hannelore Rodlauer) Informes de reuniones de la clase histórico-filosófica de la Academia de Ciencias de Austria. Viena 1990.
- Über Eros und Psyche. Disertación. Viena 1902. (perdido)
- Geschlecht und Charakter. Eine prinzipielle Untersuchung. Wilhelm Braumüller, Viena/Leipzig 1903; Segunda edición, revisada varias veces, con prólogo de Arthur Gerber (dat. noviembre de 1903), 1904 (publicado en 1903); tercera edición idéntica a la segunda (sin prólogo de Gerber), "con el retrato del autor en heliograbado", 1904; 10º inc. ed., 1908 en Sexo y carácter en Internet Archive, 11º inc. ed., 1909; Reimpresión (en el apéndice: diario de Weininger, cartas de August Strindberg y contribuciones desde la perspectiva actual), Matthes & Seitz, Múnich 1980 y 1997; ISBN 3-88221-312-4 .
- Collected Aphorisms, Notebook and Letters to A Friend (en inglés y alemán). Traducido por Martin Dudaniec. 2002. ISBN 0-9581336-2-X.